# Fauxbourdon
Fauxbourdon (también llamado en francés: fauxbordon, faux bourdon, faulx bourdon; en español: fabordón, favordón; en inglés: faburden; en italiano: falsobordone; en portugués: fabordão; en alemán: Faberdon, Faberton, Fabordon, Fabourdon) es una técnica musical de armonización empleada en el canto improvisado o en la notación abreviada especialmente ligada a la música sacra de finales de la Edad Media y principios del Renacimiento, en particular por los compositores de la escuela borgoñona. Guillaume Dufay era un destacado profesional de esta forma y puede haber sido su inventor. La monotonía de los acordes paralelos favorece el entendimiento del texto, en su mayoría litúrgico. Se trata de un tipo de canto llano a dos, tres o más voces en cuya combinación se ve aplicada la armonía en su forma más elemental. La materia más común de los fabordones fueron los salmos y cánticos de rezo eclesiástico que en los siglos XIV y XV estuvieron más en boga en las iglesias.

## Terminología
Fauxbourdon era una enigmático distintivo en francés con el que se etiquetan algunas piezas breves o secciones de otras más largas. El término viene de la expresión francesa faux bourdon que significa "falso bajo". Las formas ibérica (fabordón, favordón; fabordão) y germánica (Faberdon, Faberton, Fabordon, Fabourdon) parecen derivar del vocablo inglés faburden, si bien la variante francesa era también conocida en estas regiones. El falsobordone italiano parece haber sido una traducción del francés, pero evolucionó con un estilo y una trayectoria bastante diferentes.
Por lo general, estas composiciones eran sacras y escritas en apariencia como obras a dos voces con el cantus firmus en la superior. Dichas muestras se encuentran recogidas en manuscritos musicales continentales desde alrededor de 1430 hasta aproximadamente 1510. Las palabras faux bourdon solían ir precedidas de la preposición "à" o "per", a veces "au" (incluso "aux") o "in"; la expresión también podía acortarse a "per faulx" o "per bardunum". Aunque algunos amanuenses contrajeron las dos palabras en una sola, conforme al musicólogo Ernest Trumble el término "fauxbourdon" se reserva para hacer referencia a toda la técnica o complejo de voces, así como a la categoría de composición.

## Historia
Aunque su primer uso parece haber sido en Italia, esta técnica acabaría convirtiéndose en un rasgo definitorio del estilo borgoñón que floreció en los Países Bajos a lo largo de mediados del siglo XV. Compositores como Gilles Binchois, Antoine Busnois y Johannes Brassart emplearon esta técnica con frecuencia, siempre adaptándola a sus respectivos estilos personales. El ejemplo más antiguo conservado se encuentra en el motete "Supremo est mortalibus" escrito por de Guillaume Dufay para cuatro voces, cuando el tenor (la voz más grave) desaparece, la parte superior a tres voces se desarrolla en forma de fauxbourdon. Fue escrito para el tratado que concilió las diferencias existentes entre el Papa Eugenio IV y Segismundo de Luxemburgo, después de que este último fuese coronado como Emperador del Sacro Imperio Romano Germánico, hecho que tuvo lugar el 31 de mayo de 1433. Aparece recogido en el manuscrito I-BC Q15 de Bolonia (Bolonia, Civico museo bibliográfico musicale, Q15), recopilado hacia 1440. Dado que muchas de las primeras composiciones del siglo XV son anónimas, y fechar a menudo es problemático, es difícil determinar con exactitud la autoría de los primeros fauxbourdons. En la contribución de Dufay a esta colección se usa por primera vez el uso del término, en la parte final de su Missa Sancti Jacobi. Es posible que su uso del vocablo "bordón" fuera concebido como un juego de palabras con algún aspecto relacionado con el apóstol Santiago (a quien Dufay o el copista dibujó en miniatura encima de la música).
La denominación faux bourdon, o una de sus variantes, solía colocarse en la parte del discantus o en la del tenor -más a menudo en esta última, especialmente en los primeros años, quizá porque el tenor dirigía el conjunto. De igual manera, podía aparecer en ambas partes o bien en otro lugar de la hoja. Este símbolo indicaba que las dos voces dadas habían sido compuestas de esta manera -esencialmente recurriendo a un esquema de sextas y octavas- para que el intérprete o intérpretes pudieran agregar una tercera y, en su caso, una cuarta parte, siguiendo ciertos procedimientos rigurosamente fijados. El método más antiguo consistía en derivar un contratenor altus del discantus escrito cantando las mismas notas simultáneamente a una cuarta por debajo, lo que producía esencialmente una sucesión de lo que ahora se conocería como acordes de 6-3, variados y salpicados por acordes simples de 8-5, aunque con algunas notas de paso y suspensiones decorativas, sobre todo en las cadencias, y en ocasiones disonancias más licenciosas. La mayoría de los teóricos de la música de finales del siglo XV seguían considerando esta manera "clásica", que se conoce en la literatura musical como el estilo "acorde de sexta" o fauxbourdon. En torno a 1450, o incluso antes, compositores e intérpretes comenzaron a utilizar un bajo contratenor, derivado no del discantus sino del tenor, por debajo del cual cantaban alternando terceras y quintas, que comienzan y terminan en un unísono u octava, y con la octava cadencial precedida por una quinta. Al tricinium resultante podría añadirse también un nuevo tipo de contratenor altus, cantando alternadamente terceras y cuartas por encima del tenor, que empiezan y finalizan en una quinta, y con la quinta cadencial precedida por una cuarta.
Faux bourdon no es una instrucción canónica obligatoria sino una especie de distintivo que indica a los intérpretes que pueden incrementar la sonoridad de la música incorporando una o dos partes derivadas canónicamente. Trumble, el último y más exhaustivo historiador de esta técnica, asumió que esto no podía hacerse en ausencia de la mencionada etiqueta, aunque hay 37 ejemplos en los que una composición inscrita en una fuente como faux bourdon carece de dicha etiqueta en otra. Así, excluyó de la consideración:
- Un número bastante elevado de piezas a dos voces que, con la adición de la etiqueta que falta, serían indistinguibles de sus "verdaderos" fauxbourdons (25 sólo en Ms. Trent 93).
- Un número más reducido de piezas elaboradas como obras a tres voces, ya sea como fauxbourdons ligeramente ornamentados o como fauxbourdon bicinia a los que se ha añadido un "contratenor sine fauxbourdon" sin etiquetar y de composición libre (8 en Ms. Trent 93).

### Faburden
Un desarrollo relacionado pero independiente llamado faburden tuvo lugar en Inglaterra en el siglo XV. Aparentemente es similar, especialmente en los encadenamientos de acordes 6-3 con consonancias de octava - quinta en los finales de frase. El faburden era un método esquemático de armonización de un canto preexistente, en que el canto se sitúa en la voz intermedia.

## Descripción
En su forma más simple el fauxbourdon consiste en un cantus firmus y otras dos partes construidas una sexta y una cuarta por debajo. Para evitar la monotonía, o crear una cadencia, la voz más grave a veces salta hacia abajo a la octava y cualquiera de las voces de acompañamiento puede tener adornos de menor importancia. Por lo general esta técnica sólo se utiliza en una pequeña parte de una composición. En la parte introductoria de la antífona mariana Ave Maris Stella compuesta por Guillaume Dufay se encuentra una muestra de esta técnica, como se puede ver en la imagen. Las líneas superior e inferior son de composición libre; la intermedia, llamada fauxbourdon en el original, sigue la línea superior, pero exactamente a una cuarta justa por debajo. La voz más grave suele estar, aunque no siempre, una sexta por debajo de la superior; se embellece y acaba en cadencias a la octava.

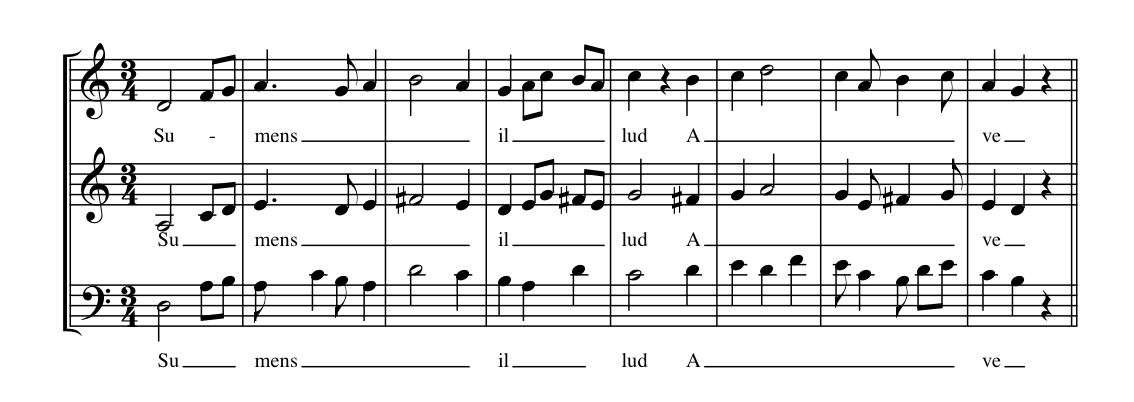
Fauxbourdon en antífona mariana Ave Maris Stella de Guillaume Dufay, transcrita a notación moderna.

## Canto de himnos
En un himno el término se utiliza a veces cuando la congregación de fieles canta en octavas paralelas, con algunos cantantes interpretando un discanto en la voz de tiple sobre la melodía, pero el término fue utilizado históricamente para indicar una disposición de la melodía en cuatro partes con la melodía en el tenor, igual que las compuestas en los siglos XVI y XVII por autores ingleses como John Dowland, Giles Farnaby y Thomas Ravenscroft.